# Torna och Bara domsaga
Torna och Bara domsaga  var mellan 1852 och 1970 en domsaga i Malmöhus län som ingick i domkretsen för Hovrätten över Skåne och Blekinge.
Domsagan bildades ur Torna, Bara och Harjagers häraders domsaga och omfattade Bara härad och Torna  härad
Domsagan uppgick 1970 i Lunds tingsrätt och Malmö tingsrätt och dess domkretsar.

## Tingslag
- Bara härads tingslag före 1900
- Torna härads tingslag före 1900
- Torna och Bara domsagas tingslag från 1900

## Häradshövdingar
- 1852–1880 Nils Liljenberg
- 1880–1900 Bernt Gustaf Lagergren
- 1900–1916 Gustaf Georg Hakon Adolf de Maré
- 1916–1939 Per Christian Ahlgren
- 1939–1961 Pehr Gustaf Lindström
- 1961-1967  Evert Persson